# Caetra

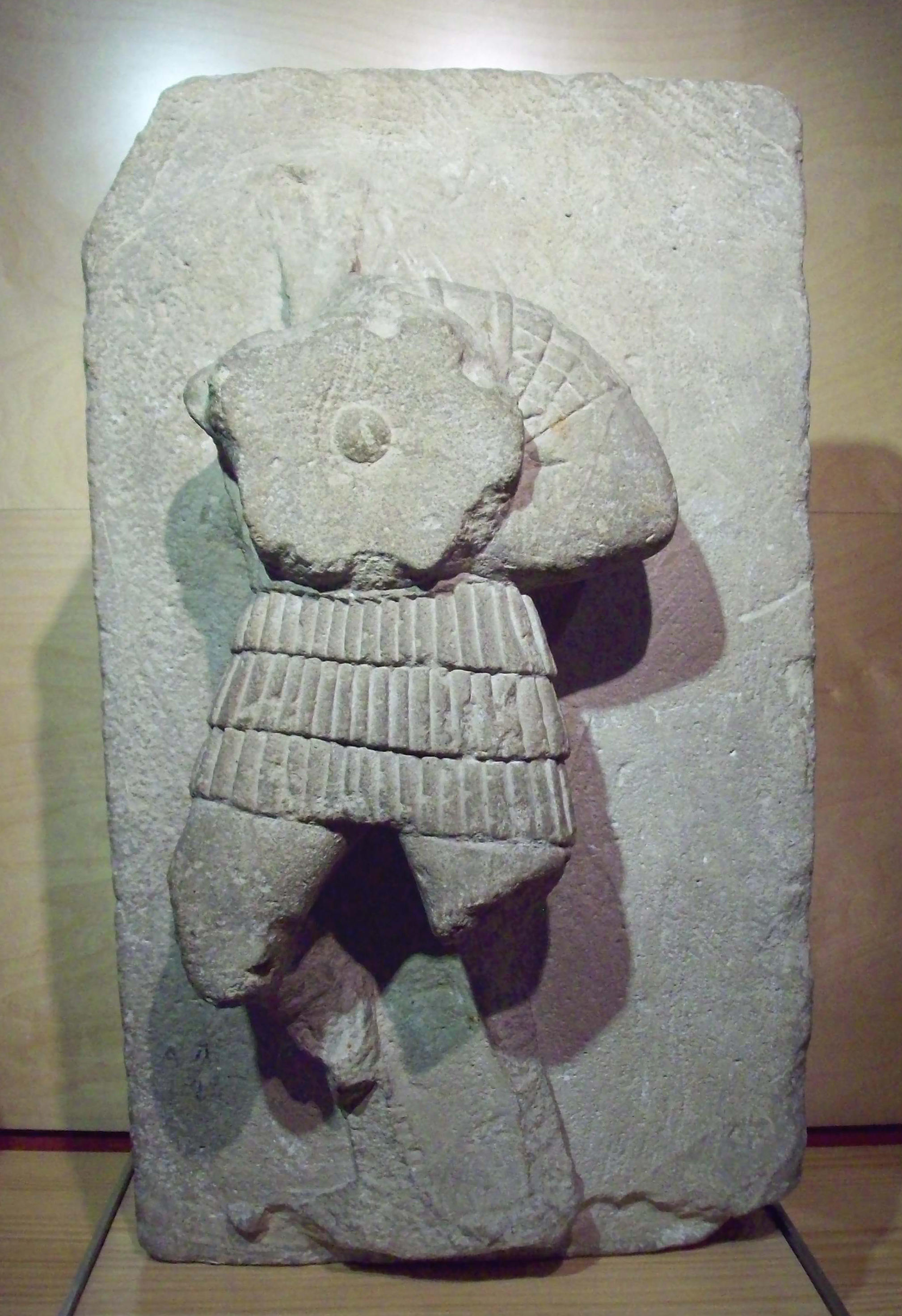
Altorrelieve procedente de Osuna (Sevilla) que muestra a un guerrero ibero con caetra (siglo o a. C., M.A.N.)

La caetra es un escudo originario de la península ibérica prerromana. Redondo y generalmente de pequeñas dimensiones, era usado por pueblos como los iberos, celtíberos, lusitanos, galaicos y cántabros, entre otros.

## Características
La caetra era una defensa de forma redonda, fabricada en madera recubierta de cuero y reforzada con metal. Sus dimensiones eran muy variables, pudiendo ir desde un broquel pequeño de 30 centímetros de diámetro a un gran escudo de 90 centímetros comparado por Diodoro con el aspis griego. Sin embargo, lo habitual era un paso intermedio entre estos tamaños, o incluso más cerca del límite inferior a fin de conferir movilidad. Algunas fuentes apuntan la particularidad de que la caetra no tenía embrazadura, sino una serie de correas de cuero para mantenerla atada al brazo en el combate o colgada a la espalda durante la marcha.
El diseño manejable y tamaño reducido de la caetra estaban concebidos para bloquear de forma activa, no para resguardarse tras ella sin más como en los escudos de mayor tamaño. Según Diodoro, los lusitanos tenían una técnica particularmente pulida de mover el escudo alrededor del cuerpo para bloquear cualquier arma arrojadiza. La excepción a esto podrían haber sido los celtíberos, que usaban caetras del máximo tamaño mencionado, quizá debido a su preferencia por la guerra frontal. En cualquiera de los casos, el umbo de la caetra lo volvía también un elemento ofensivo, apto para empujar y golpear además de para defender.

## Historia
Su utilización se remonta a la Edad de Bronce, sobre todo en el suroeste de la península ibérica. En las representaciones aparecen estos escudos con una embrazadura central y, en algunos casos, como una serie de círculos concéntricos. Esta doble característica aparece en uno de los más antiguos monumentos ibéricos conocidos con figuras humanas, el conjunto escultórico de Porcuna (Jaén), de mediados del siglo V a. C.
Junto a los escudos de cuero existían otros de madera, decorados al exterior con grandes tachones de bronce repujado, láminas finas que no añaden apenas protección ni llegan al borde del escudo, pero que resultarían imponentes. Estas decoraciones aparecen en toda la Península desde el siglo V a. C. Obviamente el escudo de cuero era demasiado liviano y los de madera eran los más utilizados, al menos desde el siglo IV a. C., según muestran los arqueólogos.
Al morir el guerrero, el escudo ardía en la pira funeraria, pero gracias al estudio de las manillas tenemos una idea bastante precisa de las características de la caetra.